# Graphium endochus
Graphium endochus is een vlinder uit de familie van de pages (Papilionidae). De wetenschappelijke naam van de soort is voor het eerst geldig gepubliceerd in 1836 door Jean Baptiste Boisduval.